# Ревуцький Микола Анатолійович
Микола Анатолійович Ревуцький (7 січня 1988, Івано-Франківськ, Українська РСР — 16 вересня 2023) — український футболіст, півзахисник.

## Клубна кар'єра
Батько Миколи, Анатолій Ревуцький, колишній президент франківського «Прикарпаття». Вихованець клубу «Спартак» (Івано-Франківськ), кольори якого захищав у ДЮФЛУ. Влітку 2004 року приєднався до «Факела». Дебютував у футболці франківського клубу 24 липня 2004 року в програному (0:2) виїзному поєдинку 1-о туру групи А Другої ліги проти рогатинського «Техно-Центра». Микола вийшов на поле на 41-й хвилині, замінивши Віктора Гачинського. Дебютним голом за «Факел» відзначився 27 квітня 2005 року на 50-й хвилині нічийного (2:2) домашнього поєдинку 22-о туру групи А Другої ліги проти бурштинського «Енергетика». Ревуцький вийшов на поле в стартовому складі та відіграв увесь матч. У 2007 році «Факел» змінив назву на «Прикарпаття», а Микола продовжив захищати кольори клубу. У футболці «Прикарпаття» в першій та других лігах чемпіонату України зіграв 199 матчів (20 голів), ще 5 поєдинків провів у кубку України. У 2012 році залишив команду, виступав за «Сокіл» (Угринів) в чемпіонаті Івано-Франківської області. Навесні 2013 року підписав контракт з першоліговою тернопільською «Нивою», проте в команді не зіграв жодного офіційного поєдинку. Потім виступав у чемпіонаті Львівської області у футболці «Зорі» (Городиславичі). З 2014 року виступав у чемпіонатах районів.

## Кар'єра в збірній
У 2005 році зіграв 5 матчів за юнацьку збірну України (U-17), в яких відзначився 1 голом.
У 2007 та 2009 роках виступав за студентську збірну України.

## Досягнення

### Клубні
«Прикарпаття»/«Факел»
- Друга ліга чемпіонату України
  -  Срібний призер (2): 2006, 2007

### У збірній
Студентська збірна України
- Літня Універсіада
  -  Чемпіон (2): 2007, 2009

### Відзнаки
- Майстер спорту міжнародного класу: 2007